# 皮亞季哈特基 (瓦西里夫卡區)
47°30′26″N 35°27′24″E / 47.50722°N 35.45667°E
皮亞季哈特基（羅馬化：P"iatykhatky）是位於烏克蘭東南部扎波羅熱州的村莊，由瓦西里夫卡區斯泰普諾希爾斯克市鎮管轄。該村處於揚切克拉克河左岸，分別距離卡姆揚斯克4公里和熱雷布揚基1公里，始建於1890年，面積27.88平方公里，海拔高度50米，2001年人口301人。
2022年2月被俄羅斯佔領，至2023年6月18日被烏克蘭收復。2025年3月25日由俄军再度占领。

## 外部連結
- Погода в селі П'ятихатки （页面存档备份，存于）